# Allinge-Sandvig Sogn
Allinge-Sandvig Sogn 
ist eine Kirchspielsgemeinde (dän.: Sogn)
an der Nordspitze der dänischen Insel Bornholm.
Bis 1970 gehörte sie zur Harde Bornholms Nørre Herred im damaligen Bornholms Amt, danach mit dem Wegfall der Hardenstruktur zur Allinge-Gudhjem Kommune im unveränderten Bornholms Amt, die wiederum zum Januar 2003 in der Bornholms Regionskommune aufgegangen ist. Die Regionskommune war zunächst – wie Kopenhagen und Frederiksberg – amtsfrei, also direkt dem Staat unterstellt, und wurde dann mit der Kommunalreform zum 1. Januar 2007 der Region Hovedstaden zugeordnet.

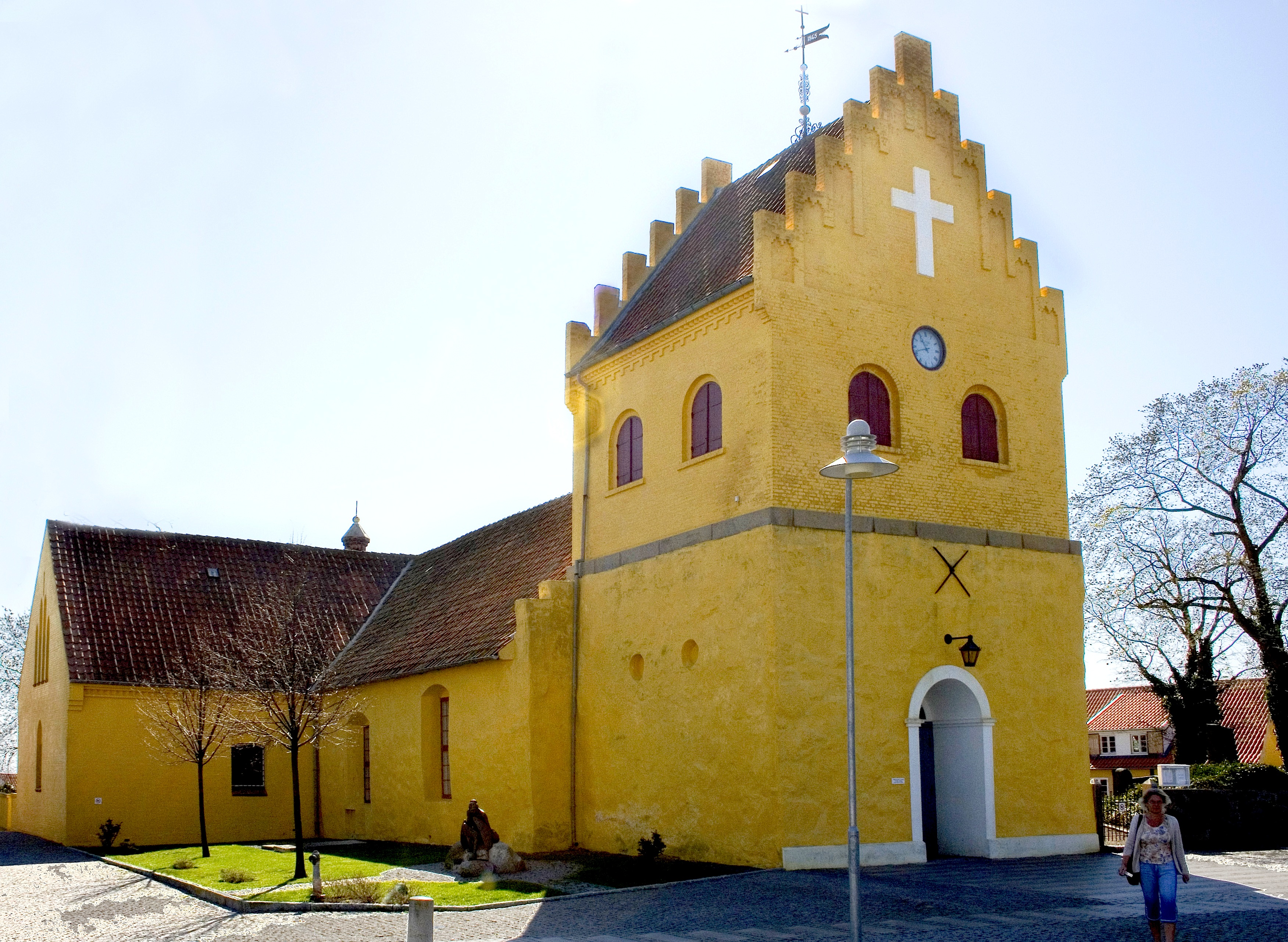
Allinge-Sandvig Kirke

Im Kirchspiel leben 1508 Einwohner, davon 1473 im Kirchdorf Allinge-Sandvig (Stand: 1. Januar 2023).
Im Kirchspiel liegt die Kirche „Allinge-Sandvig Kirke“.
Nachbargemeinden sind im Süden Rutsker Sogn und Olsker Sogn.